# Louis Sussmann-Hellborn
Louis Sussmann-Hellborn ou Ludwig Sussman Hellborn, (Berlim, 20 de março de 1828 – Berlim, 15 de agosto de 1908) foi um pintor, escultor, colecionista de arte e empreendedor alemão.

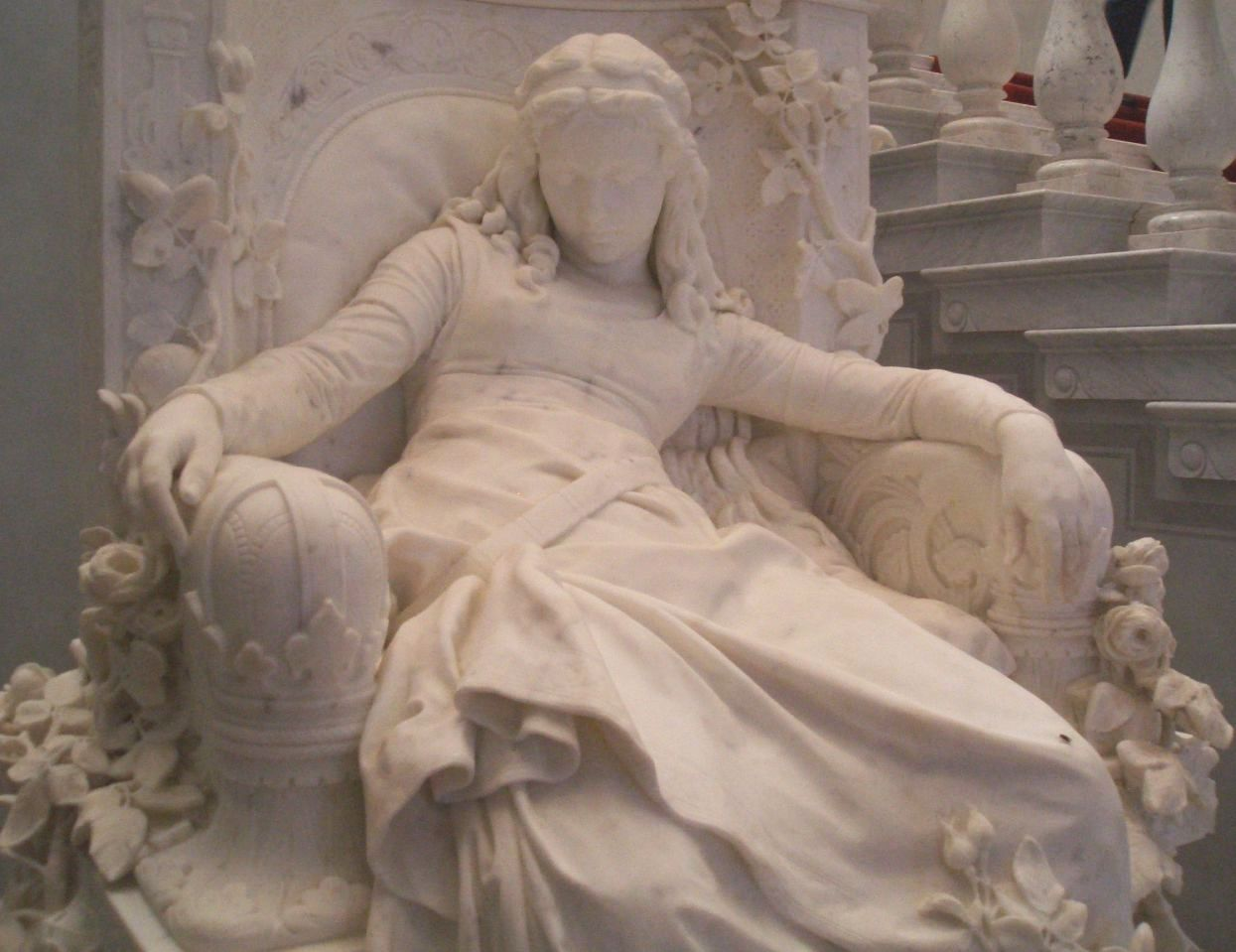
Dornröschen, sua obra mais famosa, conservada na Alte Nationalgalerie.

## Obras

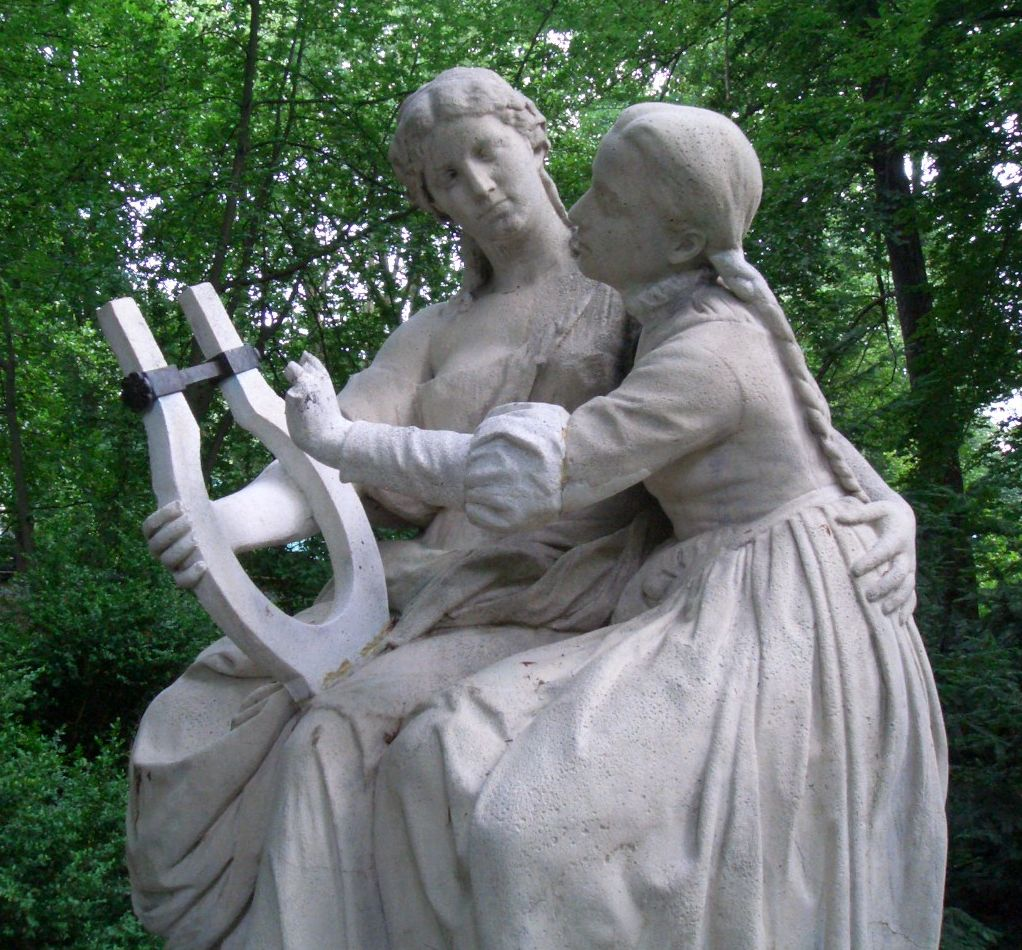
Volksgesang, grupo escultórico localizado no Großer Tiergarten.

- De 1852 a 1856: Haarflechtende Italienerin; Trunkener Faun; Verlassene Psyche; Amor in Waffen; Knabe als Kandelaberträger; Porträtrelief Eduard Magnus, Alter Dorotheenstädtischer und Friedrichswerderscher Friedhof Berlin.
- 1862: Statue König Friedrich II. für Brieg.
- 1869: Statue König Friedrich II para o salão de banquetes da Rotes Rathaus (destruido); Statue König Friedrich-Wilhelm III no mesmo local.
- 1875: Das deutsche Lied (um grupo alegórico de mulheres representando a "canção folclórica" e a "canção de arte" ), Berlin-Tiergarten (uma cópia de Hans Starcke, retirado do conjunto original do Monumento Nacional Prussiano de Kreuzberg.
- 1878: Dornröschen, Alte Nationalgalerie; Lautenspieler, Alte Nationalgalerie.
- 1881: Sitzfigur Hans Holbein al Martin-Gropius-Bau Berlin (fortemente danificado); Sitzfigur Peter Vischer al Martin-Gropius-Bau Berlin (gravemente danificado).

Além destes, ele continuou a contar com uma prolífica atividade escultórica, dedicando-se também a numerosos projetos de esmaltes decorativos para o Fa. (Empresa) Ravené & Sussmann-Hellborn.